# Si tú supieras
"Si tú supieras" es el título de una canción escrita por Kike Santander, producida por Emilio Estefan y coproducida por Santander e interpretada por el artista mexicano Alejandro Fernández, tomado de su sexto álbum de estudio Me estoy enamorando (1997). La canción fue lanzada como el sencillo principal del álbum el 28 de julio de 1997 bajo el sello discográfico Sony Latin. La canción es una balada pop latino con bolero ranchero - con influencias rancheras y retrata al cantante anhelando que su amante sepa lo mucho que ella significa para él. Se realizó un video musical para el tema y fue utilizado como tema principal de la telenovela mexicana de la cadena de televisión Televisa María Isabel (1997-1998), bajo la producción de Carla Estrada, protagonizada por la actriz mexicana Adela Noriega y el actor, cantante y modelo venezolano Fernando Carrillo.
Alcanzó la cima de la lista Billboard Hot Latin Tracks en Estados Unidos y pasó un total de seis semanas en esta posición. La grabación le valió a Fernández ganar el Premio Lo Nuestro a la Canción Pop del Año y los premios Eres a la Mejor Canción y Mejor Tema Musical en 1998, mientras que Santander recibió el Premio BMI Latino a la Canción del Año en 1999. "Si tú supieras" ha sido versionada por otros artistas como Tony Vega, Manuel Mijares, Noel Schajris y Chamin Correa. La versión de Vega alcanzó el puesto número cinco en la lista Hot Latin Tracks en Estados Unidos.

## Antecedentes y composición
Desde 1992 Alejandro Fernández estableció su carrera musical como cantante ranchero al igual que su padre, el icónico cantante ranchero Vicente Fernández . Sus álbumes anteriores, Alejandro Fernández (1992), Piel De Niña (1993), Grandes Éxitos a la Manera de Alejandro Fernández (1994), Que Seas Muy Feliz (1995) y Muy Dentro de Mi Corazón (1996), ayudaron a solidificar a Fernández. como cantante ranchero.  Aunque su último disco, Muy Dentro de Mi Corazón, fue un éxito, Fernández no quiso simplemente grabar otro disco ranchero. "Si hubiera sacado otro disco solo de rancheras, la gente hubiera esperado lo mismo, y entonces habrían empezado a juzgarme por ese tema musical", explicó Fernández. También destacó la popularidad del bolero en las estaciones de radio y citó su menguante difusión radial. Después de escuchar Mi Tierra de Gloria Estefan, Fernández buscó al esposo de Estefan, Emilio Estefan, para que le produjera el siguiente álbum de Fernández. Tras escuchar la propuesta de Fernández, Emilio Estefan aceptó la idea de producir el disco.  La grabación tuvo lugar en los Crescent Moon Studios de Estefan en Miami, Florida.
"Si Tú Supieras", junto con los demás temas del disco, es una balada bolero - pop con influencias rancheras .  Fue escrito por el compositor colombiano Kike Santander y coproducido por Santander y Estefan. En la letra, el protagonista anhela que su interés amoroso entienda cuánto la ama.  La canción apareció como tema de apertura de la telenovela mexicana María Isabel . Fernández interpretó la canción en vivo durante su gira promocional de Me Estoy Enamorando . Se incluyó una versión en vivo de "Si Tú Supieras" en el disco Confidencias Reales: En Vivo Desde el Teatro Real (2014). La pista también se agregó a los álbumes recopilatorios 15 Años de Éxitos (2007) y Más Romantico Que Nunca: Sus Grandes Éxitos Romanticos (2010).

## Recepción
"Si tú supieras" fue lanzada como el sencillo principal de Me estoy enamorando el 28 de julio de 1997. En Estados Unidos, debutó en el número cinco de la lista Billboard Hot Latin Tracks en la semana del 20 de septiembre de 1997 Alcanzó el número uno en la lista, reemplazando a "La venia bendita" de Marco Antonio Solís, y estuvo cinco semanas en la cima de esta lista hasta que fue reemplazada por la canción "Lo mejor de mí" de Cristian Castro. Posteriormente alcanzó número uno nuevamente en la semana del 3 de enero de 1998 y fue reemplazada por la canción "En el jardín" de Fernández y Gloria Estefan. La también alcanzó la cima de la lista Latin Pop Airplay, donde permaneció dos semanas en esta posición. "Si tú supieras" terminó 1998 como la segunda canción latina con mejor interpretación del año en los Estados Unidos.  En noviembre de 1999, "Si tú supieras" fue etiquetada como una de las "temas más candentes" para Sony Discos en una lista que incluye las canciones más exitosas lanzadas por el sello desde el lanzamiento de la lista Billboard Hot Latin Tracks en 1986.  En 2016, "Si tú supieras" ocupó el puesto número tres en la lista Hot Latin más grande de todos los tiempos de Billboard . Tabla de canciones 
El crítico musical de Knight Ridder, Howard Cohen, la llamó una canción "suave". Eliseo Cardona de El Nuevo Herald destacó "Si Tú Supieras" como uno de los boleros donde Fernández interpreta con "intensidad y pasión". En la décima edición de los Premios Lo Nuestro en 1998, ganó el premio Canción Pop del Año . En los Premios Eres de 1998, obtuvo los premios a Mejor Canción y Mejor Tema Musical (por su uso en María Isabel ). "Si tú supieras" también llevó a Santander a recibir el Premio BMI Latino a la Canción del Año en 1999.

## Video musical
El video musical comienza con Fernández viendo un video en su casa que lo muestra a él y a su amigo de la infancia en la pantalla de un proyector de películas cuando eran más jóvenes. Luego procede a tener una cita doble con su amigo en un café y conocer al amante del otro. La amante de su amigo se enamora de Fernández y los dos se enamoran el uno del otro. Aunque la relación entre ambos crece, Fernández se da cuenta de que sólo perjudicaría a su amiga de la infancia y decide separarse de ella.

## Versiones
En 1998, el cantante de salsa puertorriqueño Tony Vega versionó "Si Tú Supieras" en su álbum Hoy Quiero Cantarte . Fue lanzado como sencillo del álbum y alcanzó el puesto número cinco en la lista Hot Latin Songs.   El artista mexicano Manuel Mijares grabó su versión de la canción en su álbum Vivir Así (2009). El cantante argentino-mexicano Noel Schajris hizo un cover del tema en su disco Grandes Canciones (2011). El editor de AllMusic, Jon O'Brien, criticó a Schajris por optar por "ir a lo seguro con versiones superficiales de baladas románticas" y citó "Si Tú Supieras" como uno de los ejemplos. El guitarrista mexicano Chamin Correa realizó una versión instrumental de su disco Cuerdas Amor Y Guitarra, Vol. 2 (1997).

## Listas
| Lista (1997)                       | Máxima posición |
| ---------------------------------- | --------------- |
| Estados Unidos (Hot Latin Songs)   | 1               |
| Estados Unidos (Latin Pop Airplay) | 1               |

| Lista (1997)                     | Posición |
| -------------------------------- | -------- |
| US Hot Latin Tracks (Billboard)  | 12       |
| US Latin Pop Airplay (Billboard) | 13       |

| Lista (1998)                     | Posición |
| -------------------------------- | -------- |
| US Hot Latin Tracks (Billboard)  | 2        |
| US Latin Pop Airplay (Billboard) | 5        |

| Lista (2021)                   | Posición |
| ------------------------------ | -------- |
| US Hot Latin Songs (Billboard) | 4        |

### Sucesión en las listas
| Predecesor: La venia bendita de Marco Antonio Solís                       | U.S. Billboard Hot Latin Tracks — Sencillo N°. 1 (Primera vuelta) 18 de octubre de 1997 - 21 de noviembre de 1997 | Sucesor: Lo mejor de mí de Cristian                                    |
| Predecesor: En el jardín de Alejandro Fernández featuring. Gloria Estefan | U.S. Billboard Hot Latin Tracks — Sencillo N°. 1 (Segunda vuelta) 3 de enero de 1998 - 9 de enero de 1998         | Sucesor: En el jardín de Alejandro Fernández featuring. Gloria Estefan |

| Predecesor: Lo mejor de mí de Cristian | U.S. Billboard Latin Pop Airplay — Sencillo N°. 1 18 de octubre de 1997 - 31 de octubre de 1997 | Sucesor: Lo mejor de mí de Cristian |

## Créditos y personal
Créditos adaptados de las notas de Me estoy enamorando. 
- Alejandro Fernández – voz
- Kike Santander – compositor y arreglista
- René Toledo – guitarra de doce cuerdas
- Luis Enrique – percusión
- Archie Peña – maracas y tambores.